# Przełom (piwowarstwo)
Przełom – wytrącenie się gorącego osadu podczas gotowania brzeczki. 
W trakcie gotowania brzeczki słodowej wytrącają się pod wpływem wysokiej temperatury połączenia białek i garbników oraz substancji białkowych i utlenionych garbników. Substancje te są nierozpuszczalne i pojawiają się na powierzchni brzeczki w postaci białych kłaczków o różnej wielkości od kilku do kilkunastu milimetrów. Przełom (hot break) w trakcie gotowania brzeczki jest pożądany, gdyż dzięki niemu można odfiltrować z brzeczki zarówno nadmiar białek powodujących zmętnienie piwa, jak i garbniki czy taniny odpowiedzialne za szorstki posmak i ściągające uczucie w ustach. Przełom po wystudzeniu brzeczki osiada na dnie kadzi.
Na przełom wpływa:
- długość gotowania brzeczki - przy godzinnym gotowaniu związki te są niemal w całości wytrącone
- ciśnienie - wraz ze wzrostem ciśnienia wzrasta również temperatura przyspieszając powstanie przełomu. Przy 140°C potrzeba 3-5 minut do wytworzenia przełomu
- ruch brzeczki - intensywny ruch brzeczki powoduje przyspieszenie reakcji pomiędzy substancjami białkowymi i polifenolami i tworzenie się kłaczków
- niska wartość pH

Przełom w brzeczce stanowi element gorącego osadu. Jednak mimo długiego i intensywnego gotowania niewielka ilość wysokocząsteczkowych, koagulujących związków białek i garbników zawierających azot wytrąca się dopiero w niskiej temperaturze powodując tzw. zmętnienie na zimno.